# NGC 6453
NGC 6453 là một cụm sao cầu cách Trái đất khoảng 37.000 năm ánh sáng trong chòm sao Thiên Yết.
Cụm nằm khoảng 1 kpc (3.260 năm ánh sáng) từ trung tâm thiên hà, không thể xác định kết quả chính xác từ Hệ Mặt Trời do có quá nhiều mây bụi vũ trụ cản trở.
Cụm sao có kích thước gần 8', cấp sao biểu kiến cao nhất của nó không cao hơn 14.

## Lịch sử quan sát
NGC 6453 được John Herschel phát hiện vào ngày 8 tháng 6 năm 1837, khi ông đang quan sát từ Mũi Hảo Vọng ở Nam Phi. Ông đã đặt tên cụm sao là "h 3708" vào Danh mục Tinh vân và Cụm sao năm 1864, và nhà thiên văn học người Đan Mạch-Ireland John Dreyer sau đó đã thêm cụm vào Danh mục chung mới của mình làm đối tượng số 6453. Dreyer mô tả "rất lớn, không tròn đều, rất sáng và tròn ở tâm".